# Yugan
Yugan léase Yu-Kan (en chino, 余干县; pinyin, Yúgān xiàn) es un condado bajo la administración directa de la Prefectura Shangrao en la provincia de Jiangxi, República Popular China. Su área es 2350 km² y su población total para 2010 rozó los 900 mil habitantes.

## Administración
El Condado Yugan se divide en 20 pueblos que se administran en 9 poblados y 11 villas.